# Силлиман, Бенджамин
Бенджамин Силлиман (англ. Benjamin Silliman; 8 августа 1779, Стратфорд — 24 ноября 1864, Нью-Хейвен) — американский химик, биохимик и педагог.

## Биография

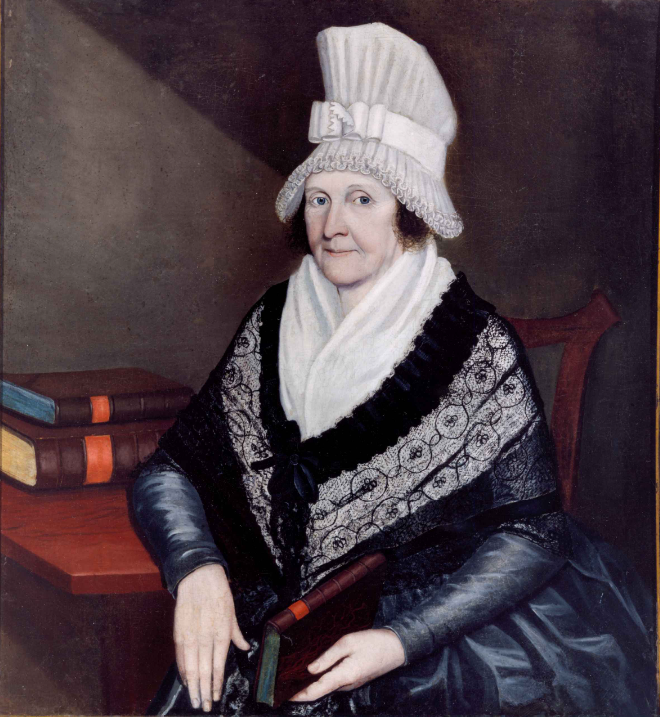
Мать — Силлиман, Мэри Фиш Нойес

Бенджамин Силлиман родился 8 августа 1779 года в таверне в Северном Стратфорде в штате Коннектикут на северо-востоке Соединённых Штатов Америки в семье адвоката Голда Селлека Силлимана (1732–1790), который был генералом ополчения штата во время войны за независимость США и его жены Мэри Фиш Нойес Силлиман  (1736–1818), которая была матриархом в революционном и постколониальном Коннектикуте и стала героем фильма 1993 года «Война Мэри Силлиман» (англ. «Mary Silliman’s War»).
Силлиман учился сперва в Hopkins School, затем изучал право в Колледжее Йеля (ныне Йельский университет) и продолжил образование Эдинбургском университете.
В 1802 году он был назначен профессором химии в Йельском колледже в Нью-Хейвене.

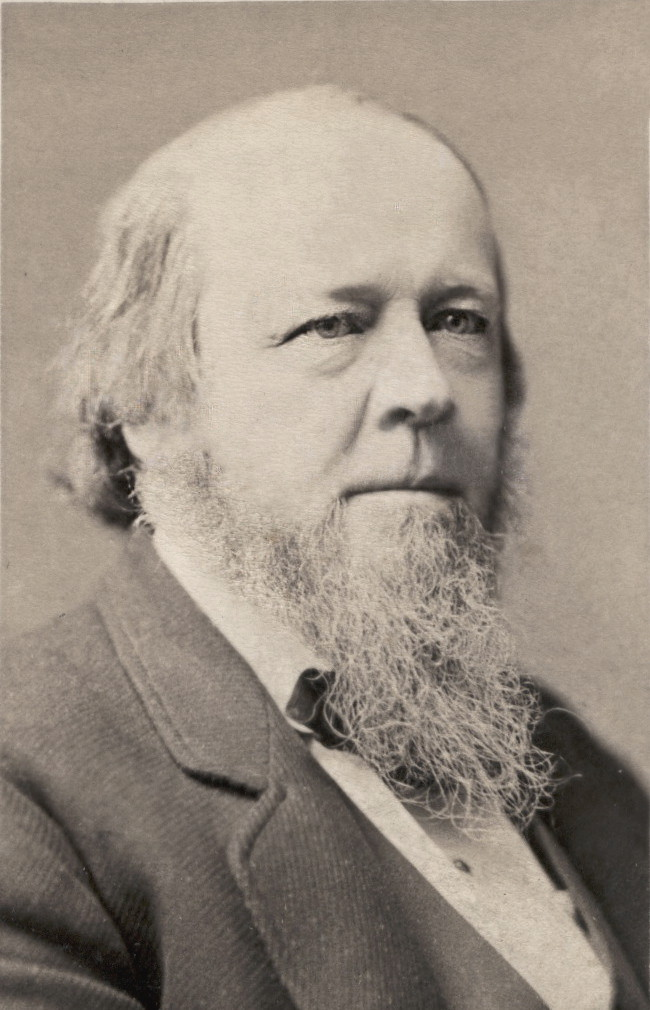
Сын — Бенджамин Силлиман Младший

17 сентября 1809 года Силлиман женился на Харриет Трамбулл (англ. Harriet Trumbull; 1783—1850), дочери политика Джонатана Трамбулла Младшего и внучке политика Джонатана Трамбулла Старшего; в этом браке у них родилось четверо детей, среди которых был сын Бенджамин (1816–1885), который пошёл по стопам отца; стал химиком и преподавал в Йельском университете.
В 1815 году Бенджамин Силлиман Старший был избран членом Американской академии искусств и наук.
С 1819 по 1838 год Силлиман издавал журнал «American Journal of Science» (старейший непрерывно издаваемый научный журнал в США), в котором много внимания уделял популяризации наук, прежде всего химии. С 1838 года в трудах по изданию и редактированию этого журнала принимал активное участие его сын Бенджамин Силлиман Младший. Кроме того в 1831 году он издал двухтомное руководство «Elements of Chemistry» получившее лестную оценку в научных кругах.
В 1863 году Б. Силлиман стал одним из членов-основателей Национальной академии наук США.
В 1851 году Силлиман женился повторно на Саре Уэбб (англ. Sarah Isabella (McClellan) Webb), дочери химика Джона Макклелланда.
В 1852 году Бенджамин Силлиман вышел на пенсию и постепенно отстранился от общественной деятельности; он умер в возрасте 85 лет 24 ноября 1864 года и похоронен на кладбище Гроув-стрит в Нью-Хейвене.
В его честь был назван один из минералов.